# Heeresfolge
Heeresfolge (también Heerfolge) es un concepto medieval del sistema feudal que se usa para referirse a la obligación de los señores feudales de prestar servicio militar en caso de guerra.
En aquella época, la necesidad del rey de controlar a la aristocracia era muy grande. Por lo tanto, esta se comprometía con la Casa Real. Se le concedía protección y seguridad y se les daba unas tierras (beneficium, feudo) de libre disposición. A cambio, la aristocracia tenía que jurar lealtad al rey, en tiempos de paz debía estar disponibles para asesorarle y en tiempos de guerra para prestarle servicio militar.
Los nobles, también conocidos como los vasallos de la corona, tenían el derecho de alquilar una parte de sus tierras a vasallos de rango inferior, a los que, por otro lado, los campesinos debían administrar las tierras de forma eficiente y garantizarles un beneficio. De entre estos vasallos de rango inferior y campesinos (que debían pagar el décimo a su protector) procedían los hombres que serían la vanguardia del ejército, los que debía prestar servicio militar.

## Literatura
- Ph Contamine, N. P. Brooks, K. Simms, H. Tren Tucci, M. A. Ladero Quesada, H. Kleinschmidt, S. Ekdahl, M. Polivka: Señor, Heerwesen A. Europa occidental y Central. En: Enciclopedia de la Edad Media. Tomo 4. En 1989, Sp. 1987-2002.